# Локотки (Шостка)
Локотки — місцевість міста Шостка. Раніше це було село.

## Заснування села
Село отримало назву від річки Локотка, біля якої і поселилися перші жителі. Назва ж самої ж річки походить, ймовірно, від слова «лікоть», тому що ця річка протягом двох з половиною верст, у семи місцях нагадує ламану лінію, подібну до руки, зігнутої в лікті. Зі змісту переказів відомо, що село засноване на початку в 17 століття.
Локотки розподілялися на такі частини:
- Романьківка — назва походить від козаків, що там жили.
- Колодківка — де жили козаки Колодки.
- Гузівка — населена казенними селянами на прізвище Гузі.
- Соломківка — названа за ім'ям жителів (козаки Соломки).
- Залокотки — частина, що знаходилася за річкою Локоткою.

## Заняття мешканців
Жителі Локоток переважно займалися землеробством. Але розповсюджене було бджільництво.
Чоловіки села були справними теслями та столярами. В зимову пору розвозили порох в різні місця.